# Bachverein Düsseldorf
Der Bachverein Düsseldorf ist ein unabhängiger Kammerchor, der aktuell aus ca. 30 aktiven Sängerinnen und Sängern besteht. Der Chor widmet sich in jährlich etwa drei Konzerten bevorzugt anspruchsvoller A-cappella-Musik, oft auch unbekannteren Werken. Daneben kommen Kantaten, Messen und Oratorien aller Epochen zur Aufführung. Dirigent ist seit August 2021 Alexander Niehues.

## Geschichte
Der Bachverein Düsseldorf wurde im Jahr 1870 von dem damaligen Düsseldorfer Musikdirektor Wilhelm Schauseil gegründet und konnte in dieser Zeit namhafte Mitwirkende wie Clara Schumann oder Lilli Lehmann verzeichnen. Nach einer durch den Ersten Weltkrieg bedingten Unterbrechung erlebte der Chor ab 1919 eine Neubelebung unter der Leitung von Joseph Neyses, dem späteren Direktor des Robert-Schumann-Konservatoriums. Er prägte das Chorprofil 56 Jahre lang. In dieser Zeit brachte der Chor insbesondere Werke der frühbarocken und barocken Epoche in damals noch wenig verbreiteten authentischen Interpretationen zur Aufführung. So konnte der Bachverein bedeutende Aufführungen gestalten, beispielsweise unter Mitwirkung von Peter Pears, Hermann Prey und Dietrich Fischer-Dieskau.
Im Jahr 1976 übernahm der Musikwissenschaftler Hans-Josef Irmen die musikalische Leitung des Chores und erweiterte das Repertoire um Werke der Romantik. Nach einer kurzen Phase unter der Leitung Wolfram Fürlls in den Jahren 1985 bis 1988 verschob sich der musikalische Schwerpunkt in der Zeit von 1989 bis Juni 2021 unter der Leitung von Thorsten Pech wieder in Richtung anspruchsvoller A-cappella-Musik. Regelmäßig standen hierbei auch Werke zeitgenössischer Komponisten, insbesondere auch aus dem Düsseldorfer Raum, auf dem Programm, z. B. von Jürg Baur, Peter Paul Förster, Max Beckschäfer, Lutz-Werner Hesse und Gunther Martin Göttsche. Teilweise wurden die Werke sogar für den Bachverein Düsseldorf komponiert oder von ihm uraufgeführt.
Seit August 2021 hat Alexander Niehues die künstlerische Leitung des Bachvereins inne.